# Kfz-Kennzeichen (Südafrika)
Kfz-Kennzeichen in Südafrika unterscheiden sich von Provinz zu Provinz. Es wird – je nach Provinz – schwarze, blaue oder grüne Schrift auf weißem Hintergrund verwendet. Bei einigen Provinzen enthält der Hintergrund ein stilisiertes Bild der Provinz und ein provinztypisches Motto. Ältere Kennzeichen waren schwarz auf gelb.

## Zukunft
Voraussichtlich noch 2017[veraltet] werden neue Kennzeichen in teilweise veränderten Farben und einheitlichen Darstellungsmerkmalen herausgegeben. So müssen die Kennzeichen folgende Merkmale in allen Provinzen erfüllen:
- Schriftfarbe
  - Blau – allgemeine Fahrzeuge und personalisierte Nummernschilder
  - Schwarz – Fahrzeuge im öffentlichen Transport
  - Rot – Regierungsfahrzeuge
  - Grün – Diplomatenfahrzeuge

- Bestandteile
  - Südafrikanische Flagge oben links
  - Name der Provinz unter der Flagge
  - Lizenznummer und Lizenzzeichen der Provinz
  - Barcode mit QR-Code des Herstellers des leeren Kennzeichens
  - Fortlaufende Number unten links

## Aktuell
Das heutige Schema ist XXX 999 – P, wobei X für einen Buchstaben (Konsonanten), 9 für eine Ziffer und P für das Provinzkürzel steht. Kürzere Kennzeichen sind möglich, etwa bei Motorrädern. Wunschkennzeichen, die oft ein Wort oder Ähnliches enthalten, sind ebenfalls möglich. Die Provinzen KwaZulu-Natal und Westkap haben hingegen eigene Schemata entwickelt.
Seit 1994 wird außerdem die von deutschen Kfz-Kennzeichen bekannte FE-Schrift benutzt.
In allen Provinzen gibt es zahlreiche Registrierungsbezirke, die die vorangestellten Buchstaben vergeben, zum Beispiel CA im Westkap für Kapstadt oder NUR für Natal Umhlanga Rocks.
| Nummer | Provinz                            | Kürzel       | Standardschema   | Beispielkennzeichen | Farbe                                               | Grafiken                                   |
| ------ | ---------------------------------- | ------------ | ---------------- | ------------------- | --------------------------------------------------- | ------------------------------------------ |
| 1      | Western Cape Wes-kaap (Westkap)    | WP (*)       | xxxx # WP        |                     | schwarz auf weiß                                    | keine                                      |
| 2      | Northern Cape Noord-Kaap (Nordkap) | NC           | xxx# NC          |                     | grün auf weiß                                       | Oryx und Sanddüne                          |
| 3      | Eastern Cape Oos-Kaap (Ostkap)     | EC           | xxx# EC          |                     | schwarz auf Grafik                                  | Elefant und Aloe                           |
| 4      | KwaZulu-Natal                      | ZN           | Nxx #            | NUR 2157            | blau auf weiß (grün auf weiß für Wunschkennzeichen) | keine                                      |
| 5      | Free State Vrystaat (Freistaat)    | FS           | xxx# FS          |                     | schwarz auf Grafik                                  | Gepard                                     |
| 6      | North West Noordwes (Nordwest)     | NW           | xxx# NW          |                     | schwarz auf Grafik                                  | Maiskolben, Sonnenblume, Elefant, Bergwerk |
| 7      | Gauteng                            | GP           | xxx# GP xx#xx GP |                     | blau auf weiß                                       | Provinzwappen                              |
| 8      | Mpumalanga                         | MP           | xxx# MP          |                     | schwarz auf weiß                                    | aufgehende Sonne                           |
| 9      | Limpopo (ehem. Northern Province)  | N bis 2005 L | xxx# L           |                     | schwarz auf weiß                                    | Baobab und Provinzwappen                   |

- x steht für einen Buchstaben
- # steht für eine oder mehrere Zahlen

## Sonderkennzeichen

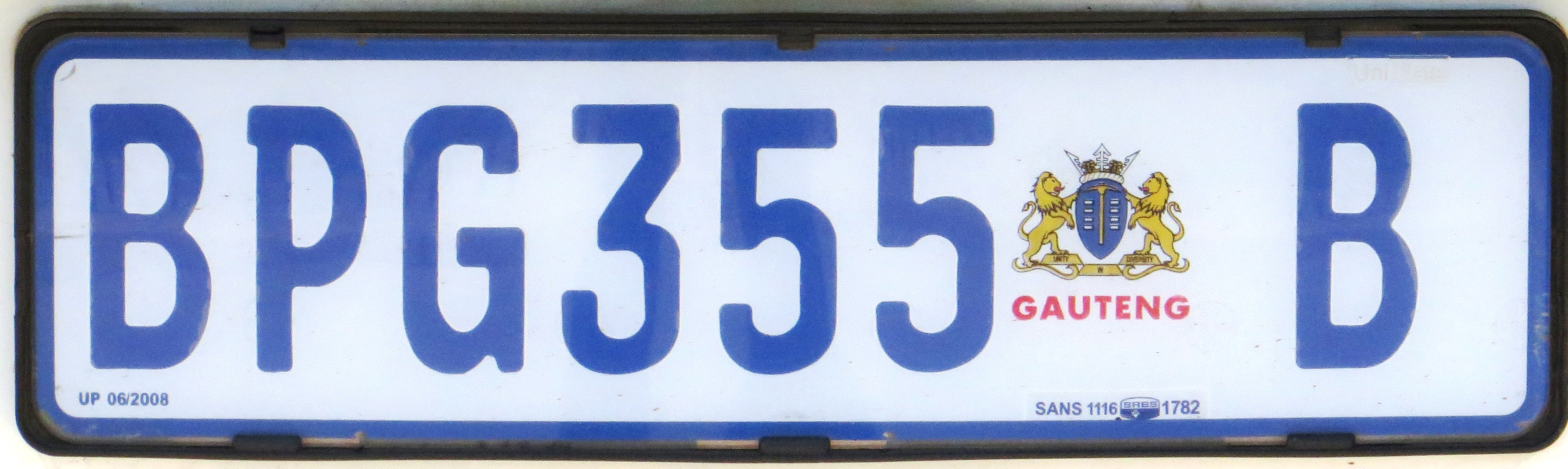
Polizeikennzeichen

Die Fahrzeuge von Polizei, Militär und öffentlicher Verwaltung fügen sich in das übliche Schema ein, lassen sich aber an einem eigenen „Provinz“-Kürzel erkennen.
| Kürzel | Bedeutung                                   |
| ------ | ------------------------------------------- |
| B      | Polizei                                     |
| D      | Diplomatisches Korps                        |
| G      | staatl. Behörden und Regierung (government) |
| M      | Militärfahrzeuge                            |

## Historisch

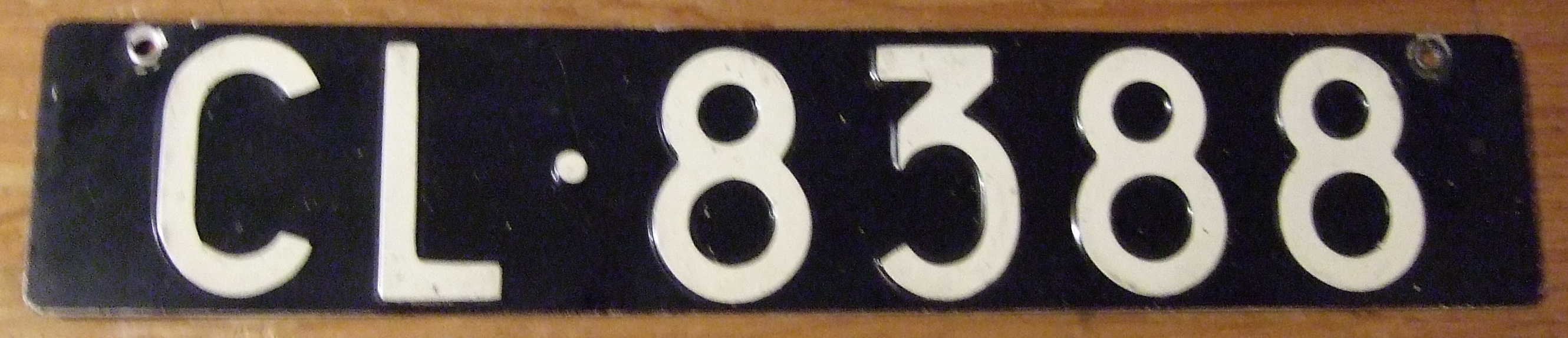
Kapprovinz vor 1975

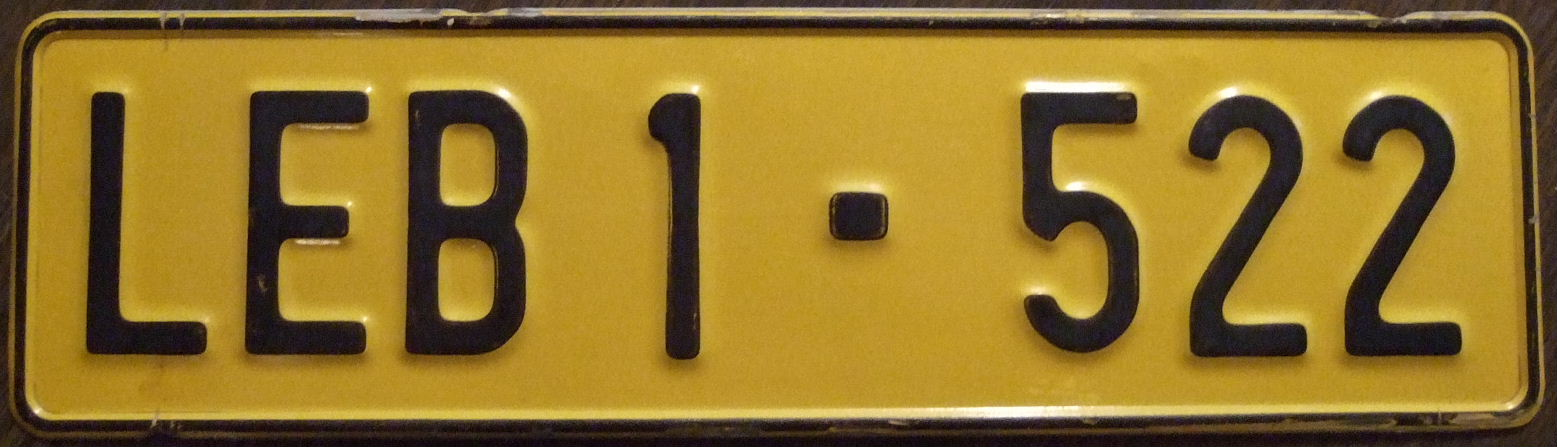
Homeland Lebowa

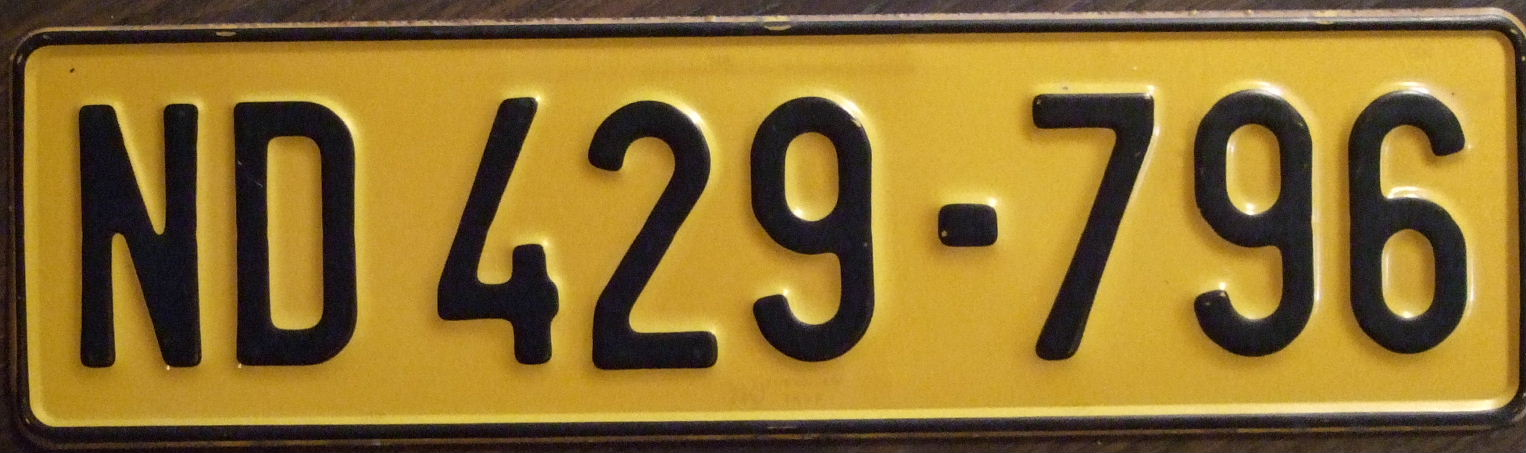
Provinz Natal

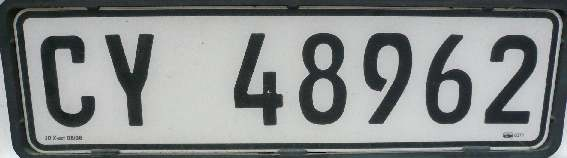
Kapprovinz (schwarz auf weiß)

Vor 1994 wurde ein anderes Nummerierungsschema entsprechend der alten Verwaltungsgliederung verwendet. Bis 1975 wurden schwarze Nummernschilder mit weißer Aufschrift ausgegeben, bevor das Farbschema zu schwarz auf gelb (später auch weiß) wechselte. Die Kennzeichen begannen mit einem Provinz/Distrikt-Kürzel, gefolgt von bis zu sechs Ziffern. Je nach Provinz konnte anhand der Buchstabenfolge Rückschluss auf den genauen Zulassungsort des Fahrzeugs genommen werden. Darüber hinaus wurden auch in den zehn Homelands eigene Kennzeichen ausgegeben.
| Kürzel | Provinz/Homeland     |
| ------ | -------------------- |
| C      | Kapprovinz           |
| G      | Ciskei und Gazankulu |
| K      | KwaNdebele           |
| L      | Lebowa               |
| N      | Provinz Natal        |
| O      | Oranje-Freistaat     |
| T      | Transvaal            |
| V      | Venda                |
| W      | QwaQwa               |
| X      | Transkei             |
| Y      | Bophuthatswana       |
| Z      | KwaZulu              |